# مولگارای دم‌یالدار
مولگارای دم‌یالدار (نام علمی: Dasycercus cristicauda) نام یک گونه از تبار ستبردم‌تباران است.